# Megaselia cirripyga
Megaselia cirripyga är en tvåvingeart som beskrevs av Borgmeier 1964. Megaselia cirripyga ingår i släktet Megaselia och familjen puckelflugor.
Artens utbredningsområde är Washington. Inga underarter finns listade i Catalogue of Life.